# Prestonia lindleyana
Prestonia lindleyana är en oleanderväxtart som beskrevs av Robert Everard Woodson. Prestonia lindleyana ingår i släktet Prestonia och familjen oleanderväxter. Inga underarter finns listade i Catalogue of Life.